# عبدل آباد كاني كبود (مقاطعة دلفان)
عبدل‌آباد كاني كبود (بالفارسية: عبدل‌آباد کانی کبود) هي قرية تقع في قسم ميربغ الشمالي الريفي (مقاطعة دلفان) في إيران. يقدر عدد سكانها بـ 56 نسمة .